# 帕斯卡爾·庫什潘
帕斯卡爾·庫什潘（法語：Pascal Couchepin；1942年4月5日—），瑞士政治人物，生于瓦莱州马蒂尼。屬瑞士自由民主黨。
1998年至2009年擔任瑞士聯邦委員會委員，並分別在2003年以及2008年擔任聯邦總統。自2003年開始，庫什潘一直是聯邦內政事務部首長（相當於內政部長）。
2015年4月14日，獲頒臺灣輔仁大學名譽法學博士學位。

## 外部連結
- Official biography

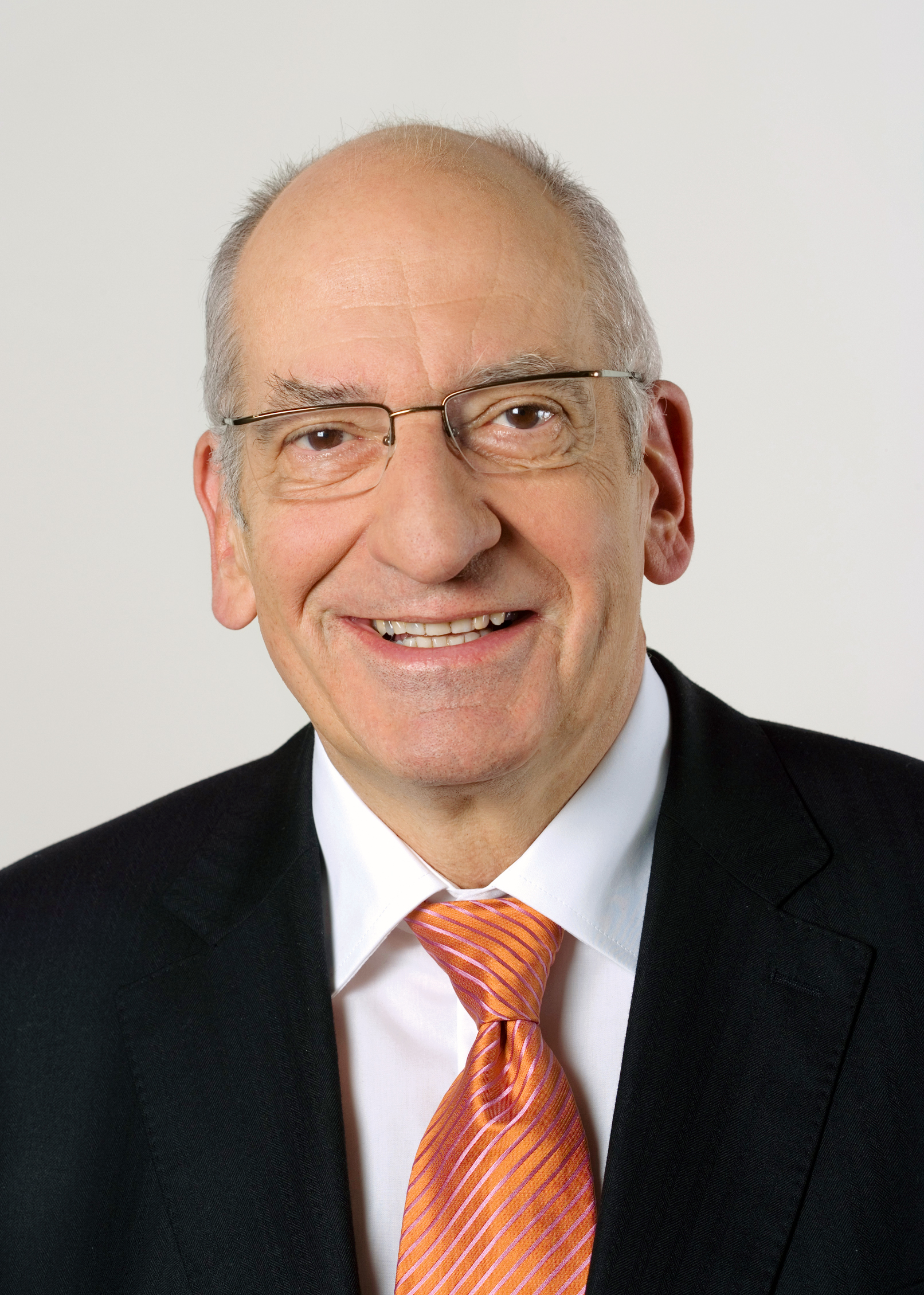
帕斯卡爾·庫什潘

- Yves Fournier: Pascal Couchepin在線上《瑞士歷史辭典》中的德文、法文或版詞條。 版本日期：2005-08-11。